# Zelman Cowen
Zelman Cowen (ur. 7 października 1919 w Melbourne, zm. 8 grudnia 2011 tamże) – australijski prawnik żydowskiego pochodzenia, znawca prawa konstytucyjnego państw Wspólnoty Narodów. W latach 1977–1982 gubernator generalny Australii.

## Życiorys

### Kariera naukowa
Ukończył prawo na uniwersytecie w Melbourne. W czasie II wojny światowej służył w australijskiej marynarce wojennej, po czym wyjechał do Europy, gdzie pracował na Uniwersytecie Oksfordzkim i jednocześnie był doradcą prawnym brytyjskich władz okupacyjnych w Niemczech. W 1951 powrócił do kraju i został dziekanem wydziału prawa swojej macierzystej uczelni. Pełnił tę funkcję przez 15 lat, równocześnie odwiedzając z gościnnymi wykładami uczelnie amerykańskie, a także pracując jako doradca władz Ghany i Hongkongu oraz brytyjskiego Ministerstwa ds. Kolonii. W 1966 został wicekanclerzem Uniwersytetu Nowej Anglii w Armidale, a cztery lata później przeniósł się na podobne stanowisko na Uniwersytecie Stanu Queensland w Brisbane.

### Gubernator generalny Australii
W 1977 premier Malcolm Fraser zaproponował mu objęcie, formalnie najwyższego w państwie, stanowiska gubernatora generalnego. Po pełnej zawirowań kadencji Johna Kerra, szukano kogoś, kto po pierwsze nie byłby kojarzony z żadną opcją polityczną i nie przejawiał ambicji w tej dziedzinie, a po drugie dobrze rozumiałby rzeczywistą rolę ustrojową gubernatora generalnego. Cowen – wówczas najbardziej renomowany australijski prawnik-konstytucjonalista, idealnie spełniał oba kryteria. Jego dodatkowym atutem była nieukrywana nigdy żydowskość, co po dekadach polityki Białej Australii miało podkreślać otwarcie na świat i multikulturalizm australijskiego społeczeństwa. Cowen w pełni spełnił wysuwane wobec niego oczekiwania – pięć lat jego urzędowania przebiegło pod znakiem względnej stabilizacji w australijskiej polityce, zaś on sam nie budził większych emocji.

### Późniejsze życie
Po odejściu ze stanowiska w 1982, ponownie wyjechał na oksfordzką uczelnią i stanął na czele Oriel College. W 1990 wrócił do Australii i osiadł w rodzinnym Melbourne, gdzie stał się aktywistą gminy żydowskiej. W czasie kampanii przed referendum w sprawie ewentualnego ustanowienia w Australii republiki w 1999, udzielił ostrożnego poparcia obozowi republikańskiemu.
Cowen przez ponad 15 lat zmagał się z chorobą Parkinsona. Zmarł w grudniu 2011 w swoim domu w Melbourne, przeżywszy 92 lata. Pochowano go z najwyższymi honorami państwowymi.